# Charlie Chaplins Carmen-Parodie
Carmen (Originaltitel A Burlesque on Carmen) ist eine US-amerikanische Filmkomödie aus dem Jahre 1915/1916. Alternativtitel ist Charlie Chaplin's Burlesque on Carmen. Der Film ist eine Parodie auf die Carmen-Novelle von Prosper Mérimée.

## Handlung
Der Film erzählt die Geschichte der Zigeunerin Carmen. Vorangestellt ist ein Text, der die Erzählung Mérimées nacherzählt. Ein Gardeoffizier mit Namen Darn Hosiery (frei übersetzt: „Pfeif auf Strümpfe“, im Original „Don José“) verliebt sich in Carmen. Sein großer Konkurrent um die Gunst der Schönen ist der Gardeoffizier Morales. In einem Duell gewinnt Darn Hosiery durch seine Cleverness, dennoch verliert er Carmen an den Torero Escamillo. In Eifersucht „tötet“ Darn Hosiery seine Carmen und zeigt dem Publikum in der letzten Einstellung des Films seinen Theaterdolch, dessen Klinge sich einschieben lässt.
Parallel wird die Liebesgeschichte des kleinen Don Remendado und der schwergewichtigen Frasquita erzählt.

## Hintergrund
Burlesque on Carmen war Chaplins letzter Film für Essanay. Das Werk parodiert nicht nur die Novelle Prosper Mérimées, sondern auch zwei Hollywood-Großproduktionen des Jahres 1915. Zunächst hatten Samuel Goldwyn und Jesse L. Lasky eine Carmen-Version mit dem Opernstar Geraldine Farrar in der Titelrolle produziert. Die Regie führte Cecil B. DeMille. Kurz nach der Premiere dieses Films erschien eine weitere Carmen-Produktion von William Fox mit Theda Bara in der Titelrolle. Regie führte hier Raoul Walsh.
Als Chaplin Essanay verließ, um mit der Produktionsfirma Mutual weiterzuarbeiten, entschied sich Essanay, aus dem vorliegenden Zwei-Akter einen Vier-Akter zu machen. Der im Film ebenfalls auftretende Nebendarsteller Leo White wurde damit beauftragt, mit Ben Turpin als Don Remendado eine weitere Figur einzuführen. White inszenierte eine um diesen Charakter gebaute Parallel-Handlung und fügte Filmreste von Chaplin ein. Dies erklärt, warum der Film dramaturgisch äußerst zerrissen wirkt.
Erst am 22. April 1916 kam Burlesque on Carmen in die Kinos. Im darauffolgenden Monat verklagte Chaplin die Essanay, um weitere Aufführungen des Films zu verhindern, da dieser nach der Verdopplung der Filmlänge nichts mehr mit seinem ursprünglichen Werk zu tun hatte. Chaplin hatte mit seiner Klage jedoch keinen Erfolg. Heute ist der Film sowohl in der langen Essanay-Fassung als auch in Chaplins rekonstruierter Originalversion auf DVD erhältlich.
Nach diesem Erfolg vor Gericht brachte Essanay 1918 einen weiteren nicht von Chaplin genehmigten Film heraus: Für Triple Trouble drehte Leo White Szenen mit sich selbst als Chaplin, die mit Filmresten aus Chaplins Langfilm-Fragment Life sowie Szenen aus Polizei und Arbeit vermischt wurden. Nach der Niederlage im Carmen-Prozess ging Chaplin gegen diesen Film nicht mehr gerichtlich vor.